# パンチョ近藤
パンチョ近藤（パンチョこんどう）は、日本のギャグ漫画家。北海道札幌市在住。
妻は中央ヤンボル（ちゅうおうヤンボル）のハンドルネームで、インターネットに4コマ漫画『くま夫婦』を公開している（詳細は#くま夫婦参照）。

## 人物、作品
独特の線のタッチと、シュールで不条理なギャグが特徴。『ボブとゆかいな仲間たち』（1994年~1995年）では、メジャーリーグをいち早く漫画の題材として扱った。
しばらくマンガ界から遠ざかっていたが、再びマンガを書き始める。復帰作は『ボブとゆかいな仲間たち2009』で、月刊IKKI2009年3月号より連載開始。同年3月に、『ボブとゆかいな仲間たち』のコミックスが復刊される。

### ボブとゆかいな仲間たち
『ビッグコミックスピリッツ』（小学館）で連載された（1994年8月22日・29日合併号 - 1995年10月30日号）。1話完結で、4ページ構成。
単行本は全1巻（小学館）。雑誌掲載時、柱(左右の端の空白部分)の人物紹介コメントが毎回変わっており、作品の内容とも関わっていたが、単行本には収録されていない。連載終了後、ボブの息子が主人公の読み切り作品が雑誌に掲載されたが、そちらも単行本には収録されていない。ビッグコミックススペシャル版（ISBN 978-4091848116）は絶版。
IKKI COMIX版（ISBN 978-4091884602）が2009年3月に発行されている。連載分から抜粋した37話と、書き下ろしの最終話（FINAL GAME）を収録。
架空の球団「ロサンジェルス・アースクエイクス」に所属する、ボブ・ホフマンが主人公。
ボブ・ホフマン（BOB・HOFFMAN）4番、DH、背番号37、プロ入り1976年
やや肥満体の白人選手で、一応パワーヒッターだが、「打てない」、「走れない」、「守れない」、「歩く姿はただのデブ」と4拍子そろっている。
その上「チャンスに弱い」と言う選手だが、「不動の4番」となっている（代わりの選手がいないため。また、本来メジャーでは最強打者は３番に置かれる事が多い）。
- ただし、指名打者なので、守備は必要ない。
- 一度だけ、他の選手（ゴンザレス）に4番の座を奪われたことがある（GAME23）。
- 選手名鑑を模したデータでは、本塁打22本に対しわずか27打点という、凄まじいまでのチャンスの弱さが示されている。
- ただし、ビッグコミックススペシャル版40頁の選手名鑑では本塁打王2回、打点王1回となっている。

あだ名は「黄金の家畜」、または「黄金の豚」。他に「球界の家畜」、「キングオブルーザー」。
給料はチームで一番多い。リーダー的存在でもある。
敵キャッチャーとの心理的駆け引き、自打球をわざと当てるなど、ムダなテクニックには通じている。
2度の離婚歴と最多併殺打通算15回のメジャー記録あり。
ヒゲ（口ヒゲ、アゴヒゲ）とヘアバンドがトレードマーク。ヘアバンドは、実は腹巻である（ヤングマンの日本土産）。打席に立つ場合は、その上からヘルメットを被るため、特大サイズのヘルメットが必要。
- ただし、GAME27（ビッグコミックススペシャル版ではGAME29）の回想シーン（プロ入り前）において、すでに同じヘアバンドを使用している。

プロ入り前はヒゲを生やしていなかったが、ルーキーの時に口ヒゲを生やしている（デーブスとの「LA（ロサンゼルス）の線香花火」時代）。
身長6.1フィート（約186センチメートル）、体重300ポンド（約136キログラム）
ヤングマン（DENNIS・SCOT・YOUNGMAN）3番、サード、背番号30、プロ入り1984年
スキンヘッドの黒人選手。血の気が多く、退場回数も多い（1シーズン退場12回のメジャーリーグ記録持ち）。あだ名は「片道暴走機関車」。
自称「日本通」で、諺などを披露するが、誤った知識が多い（例、「同じ穴のムジアナ（中国の諺）」、「急がばまわせ」）。日本人のヨメさん募集中。
実家はネブラスカ州でガソリンスタンド経営だが、本人は現役引退後、板前希望。
データでは11本塁打ながら50打点と、ボブよりはマシな成績を残している。
ジョー（JO・JOSE・JONES）セカンド、背番号5、プロ入り1985年
卑怯なことにかけては天才的な才能を持つ。口が上手く、姑息なテクニックも心得ている。
あだ名は「カメ虫ジョー」だが、由来は不明（と、IKKI COMIX版110頁で説明されている。ビッグコミックススペシャル版142頁の選手名鑑では趣味である酒場でのナンパ後、女性に手を出してからの逃げ足の異様なまでの速さから）。本人は気に入っていてナンパの切り口は「オレがあのカメ虫ジョーさ」。
「ジョー」のスペルは本来「Joe」だが、彼の父は届出の際に誤って「Jo」と提出した。従って、ユニフォームの背中にも「JO」と記されている。
打順は7番、9番、2番、6番など、一定していない。
高校時代（数年前）から卑怯な手段を使っている。
ジャック（JACKY・JACKMAN Jr.）ピッチャー、背番号18、プロ入り1988年
いつもサングラスをかけている（試合用とお出掛け用を各３つずつ持っているが、試合用はヤングマンに腹いせに割られることが多く、シーズン中に30個ほど買い替える。ジョーに教わったスピットボールを使用するが、悪いこととは思っていない。
ノミの心臓を持つリリーフエースだが、先発もこなす。
相手チームからメッタ打ちに遭うため、あだ名は「ファイアーマン」。
趣味は俳句。
デーブス
前年まで監督を務めていた人物（黒人）。成績不振を理由に解雇され、現在は解説者として生計を立てている。
全盛期は3番を打っており、「黒い休火山」と呼ばれていた。ボブとのコンビでホームランを30発放ち、「LAの線香花火」と呼ばれた。
監督
現在の監督。名前は不明（ビッグコミックススペシャル版のGAME39、GAME40のユニホームからGARYと分かる）。改革などには意欲がなく、前監督のデーブス以来、チームは万年最下位となっている。
ナインからの信頼は薄い。足し算を間違い、采配を失敗したこともある。

### ボブとゆかいな仲間たち2009
『月刊IKKI』2009年3月号より連載開始した。主人公のボブら4人は、前作のアースクエイクスから、ブルドッグシティ・ブルリーズに移籍している（1対4のトレード）。ブルリーズは前年度の地区優勝チームであり、前作で最後に戦った相手でもある（IKKI COMIX用の書き下ろし分）。
前作から引き続き登場
ボブ
新に「併殺打製造機」の称号を得る。
ヤングマン
血の気の多さ、意味不明な日本の諺は健在。
ジョー
カネゴングからポジションを奪う。しかし、妻は奪えなかった。
ジャック
打たれ弱さに磨きがかかり、「ゲームブレイカー」にランクアップされる。
新登場のキャラクター
カネゴング
前年は4番で二塁を守っていた。守備位置はジョーに取られ、打順はボブに脅かされている。

### その他の作品
炎の雀ブラー
近代麻雀ゴールド掲載。
コミックスは、竹書房（近代麻雀コミックス）より全1巻が発売された（1998年12月）。
月に向かって打て!
パロ野球ニュース掲載。

## くま夫婦
中央ヤンボルがインターネットに公開している4コマ漫画。作品内では、夫婦はデフォルメ（擬人化）された熊となっており、中央ヤンボルは熊妻（くま妻）、パンチョ近藤は熊旦那（くま夫）等と呼ばれている。
夫婦は熊化されているが、他の登場人物は人間として描かれている（ただし、熊妻の姉は目線入り。また、熊旦那の父親は例外的に動物のように描かれている）。
幻冬舎から出版された（2007年7月25日。ISBN 978-4344013575）後も、インターネットで新作が更新され続けている。出版時、「ネット発の書籍化」として、札幌テレビより取材を受けたが、素顔は非公開だった（熊妻の似顔絵を貼り、顔を隠していた）。
『月刊IKKI』では2009年6月号から2014年11月号まで連載された。なお、ハシラの「登場人物（紹介）」では、熊妻は「専業主婦」と書かれている。

### 『くま夫婦』で描かれた内容
夫婦をデフォルメし、日常を赤裸々に描いているが、4コマ漫画であり、真偽の程度は不明。
夫婦ともに無類の酒好きである。特に熊旦那はすい臓を壊し、何度も入院している。
熊旦那は他業種で働いていたが、倒産をきっかけに再び漫画家を目指した。復帰には、熊妻の裏工作がある。
ブルリーズのトレードマークになっているキャラクターは、熊妻がデザインしたもの。2008年のクリスマスに、熊旦那の申し出により、熊旦那のデザインしたキャラクター（ロサンジェルス・アースクエイクスのマスコット）と交換した。